# Karimat El-Sayed
Pour les articles homonymes, voir El-Sayed.
Karimat El-Sayed est une universitaire égyptienne, professeure de cristallographie à l'université Ain Shams. Elle est connue, outre ses travaux en cristallographie, pour la promotion de l'éducation des femmes.

## Biographie
Le père de Karimat El-Sayed enseigne l'arabe ; ses frères et sœurs sont des docteurs et des scientifiques. Son père était ouvert quant à ses ambitions en matière d'éducation mais sa mère s'inquiétait de la réputation de la famille et a essayé de la voir mariée avant qu'elle ne poursuive ses études en mathématiques et en physique à l'université Ain Shams. Karimat El-Sayed obtient son doctorat à l'University College de Londres sous la direction de Kathleen Lonsdale en 1965. Auprès de Lonsdale elle a pu montrer la corrélation entre la vibration atomique des matériaux et l'expansion observée de ce matériau due à l'augmentation de la température. Sur un plan plus personnel, El-Sayed reconnaît à Lonsdale de lui avoir montré comment équilibrer une carrière et une vie de famille.
Retournant en Égypte, El-Sayed épouse un autre physicien du solide avec qui elle aura trois enfants. El-Sayed insiste néanmoins sur le fait qu'une carrière devrait être une priorité pour les femmes et elle s'inquiète que de jeunes femmes puissent avoir pour aspiration première le mariage et la famille. Elle affirme qu'elles seront déçues. Ses recherches post doctorales s'intéressaient aux petites impuretés dans les métaux, ce qui fut important de même que la découverte des transistors avait montré combien ces petits ajouts à un matériau pouvait avoir un effet radical sur ses propriétés.
La féministe égyptienne « Huda Sharawi était un symbole de liberté, mais Marie Curie était le symbole de la science que j'ai vu. Et elles étaient dans mon esprit chaque jour. » a déclaré El-Sayed, qui a fondé la section féminine du Département de Physique à l'université du roi Abdulaziz en 1975. Elle déclare également qu'elle est « la première égyptienne à donner une conférence hors du Caire » [sic]. Elle a présidé la Fédération Internationale des Cristaux, Division Éducation durant trois ans et elle est présidente du Comité égyptien de Cristallographie pour l'Année internationale de la cristallographie en 2014.
Karimat El-Sayed a reçu plusieurs distinctions dont le prix L'Oréal-Unesco pour les femmes et la science en 2003. Cette distinction gratifie de 100 000 $ des femmes remarquables sur chaque continent. El-Sayed est une des cinq femmes arabes à avoir été lauréates de ce prix entre 1998 et 2010.
El-Sayed a des idées fortes sur le rôle des femmes en science et cite des statistiques montrant que la majorité des scientifiques en physique des matériaux qui créent des brevets, sont des femmes. Elle donne des conférences à de jeunes femmes évoquant son modèle Marie Curie et se proposant elle-même comme modèle alternatif.